# Бобовоцветные
Бобовоцветные (лат. Fabales) — по современной классификации APG IV порядок цветковых растений, насчитывающий по состоянию на июнь 2024 года 4 семейства, 832 рода и 24 230 ботанических видов. Порядок включается в дочернюю кладу Фабиды, последовательно входящую в более крупные клады Розиды -> Суперрозиды -> Эвдикоты -> Цветковые растения. Ранее для русского наименования порядка Fabales обычно использовался тот же термин, что и для наименования семейства Fabaceae — Бобовые.

## Общие характеристики и эволюция
Ряд растений, относящихся к порядку бобовоцветных, отличает почти не встречающаяся у других цветковых растений (за исключением семейства гуннеровых) характеристика — способность взаимодействовать с азотфиксирующими микроорганизмами. В число таких микроорганизмов входят бактерии родов Rhizobia, Burkholderia и Frankia. Таким образом, бобовоцветные, перенося азот из воздуха в почву, играют важную роль в круговороте азота в природе. Попытки найти дополнительные диагностические характеристики не привели к успеху: так, хотя квиллайевые и суриановые разделяют многие черты с точки зрения цветорасположения, строения околоцветника и мерности гинецея, они различаются по организации репродуктивных мутовок. Общие черты в строении цветков отмечаются у квиллайевых и бобовых. В семействах бобовых и истодовых часто встречаются пятимерные «мотыльковые» цветки, однако морфологические исследования 1999 и 2004 годов расходятся в вопросе о том, гомологичны ли эти органы в двух семействах.
Древнейшие палеонтологические находки, несомненно относящиеся к порядку бобовоцветных, датируются примерно 53 млн лет назад, древнейшие находки, предположительно относящиеся к одному из их семейств (истодовые — род Securidca), — 58,5 млн лет (верхний палеоцен). По-видимому, семейство бобовых сформировалось раньше остальных, а наиболее молодой является краун-группа, включающая квиллайевые и суриановые. Предположительно, общий предок всех растений порядка бобоцветных уже был связан с азотфиксирующими бактериями (возможно, рода Franka), но эта способность в процессе эволюции была утеряна частью его потомков. Если это предположение соответствует действительности, первые представители бобовоцветных появились от 100 до 119 млн лет назад, вероятно, на континенте Гондвана. Появление первых из ныне существующих видов датируется не более чем 70 млн лет назад.

## Распространение
Распространение бобовоцветных подчиняется определённой схеме. Виды, сосуществующие с азотфиксирующими бактериями родов Rhizobia и Burkholderia (в том числе бобовые), наиболее характерны для пояса между 30° северной и южной широты и в естественных условиях являются обитателями саванн и сухих широколиственных лесов. Эти растения чаще являются травянистыми, тогда как растения, связанные с бактериями рода Frankia, обычно древовидные. Эта группа растений предпочитает более прохладный климат, относительно бо́льшие высоты и почвы, изначально бедные азотом.
Бобовоцветные и другие растения, участвующие в фиксации азота (в том числе гуннера, ассоциирующаяся с выполняющими эту функцию цианобактериями), непропорционально широко представлены среди инвазионных видов.

## Классификация
Порядок Бобовоцветные впервые выделен Э. Бромхедом в 1838 году.
В системе классификации APG II порядок включён в группу эврозиды I и включает четыре семейства:
- Fabaceae Lindl. (1836), nom. cons. — Бобовые
- Polygalaceae Hoffmanns. & Link (1809), nom. cons. — Истодовые
- Quillajaceae D.Don (1831) — Квиллайевые
- Surianaceae Arn. (1834), nom. cons. — Суриановые

Видовое разнообразие бобовоцветных составляет почти 10 % от общего видового разнообразия эврозид. В составе порядка насчитывается свыше 750 родов и более 20 тысяч видов. При этом более 95 % всех родов и видов (соответственно около 770 и 19 500) принадлежат к одному семейству Бобовые — третьему по разнообразию семейству покрытосеменных растений, уступающему по количеству таксонов только астровым и орхидным. Второе по численности семейство — истодовые — включает больше 20 родов и около 1000 видов, тогда как разнообразие в двух остальных семействах сравнительно невелико — семейство квиллайевые монотипично и включает только два вида, а в составе суриановых насчитывается 5 родов и 10 видов, встречающихся в естественных условиях только в Австралии и Мексике.
Родство семейств, входящих в порядок Бобовоцветные, подтверждается молекулярными исследованиями. С морфологической точки зрения радиация представителей порядка настолько широка, что не позволяет однозначно определить общие характеристики, отличающие его от порядка Розоцветные. К розоцветным, в частности, в прошлом относили семейство квиллайевых. Существуют расхождения в результатах исследований по вопросу монофилетичности бобовоцветных, хотя в более недавних исследованиях (2010, 2016) монофилетичность подтверждается. Молекулярные исследования не дают также однозначного ответа на вопрос о близости между семействами порядка; обычно предполагается, что более близки между собой пары бобовые-истодовые и квиллайевые-суриановые, но даже это мнение не подтверждено окончательно.
В системе APG IV в порядок включаются те же 4 семейства:
- Fabaceae Lindl. (1836), nom. cons. — Бобовые — 797 родов, 22 886 видов
- Polygalaceae Hoffmanns. & Link (1809), nom. cons. — Истодовые — 29 родов, 1333 вида
- Quillajaceae D.Don (1831) — Квиллайевые, монотипное с единственным родом Квиллайя и 2 видами
- Surianaceae Arn. (1834), nom. cons. — Суриановые — 5 родов, 9 видов

### Таксономическое положение
- Fabales Bromhead, 1838, Edinburgh New Philos. J. 25: 126

Порядок Бобовоцветные включается в дочернюю кладу Фабиды, последовательно входящую в более крупные клады Розиды → Суперрозиды → Эвдикоты → Цветковые растения. Таксономическая схема в соответствии с Системой APG IV по состоянию на июнь 2024 года:
|  |                          |  |                                   | порядок Бобовоцветные |  | 4 семейства |  | 832 рода |  | 24 230 видов |
|  |                          |  |                                   | порядок Бобовоцветные |  | 4 семейства |  | 832 рода |  | 24 230 видов |
|  | клада Цветковые растения |  |                                   |                       |  |             |  |          |  |              |
|  |                          |  |                                   |                       |  |             |  |          |  |              |
|  |                          |  | ещё 63 порядка цветковых растений |                       |  |             |  |          |  |              |
|  |                          |  |                                   |                       |  |             |  |          |  |              |